# Врангель, Николай Ермолаевич
Николай Ермолаевич Врангель (1810—1857) — генерал-майор русской императорской армии, участник Крымской войны.

## Биография
Родился в Нарве 10 (22) марта 1810 года, в семье Карла Германа Врангеля (1773—1821) из дома Ludenhof.
Образование получил в Школе гвардейских подпрапорщиков и кавалерийских юнкеров, откуда выпущен 2 декабря 1826 года унтер-офицером в Конно-гренадерский лейб-гвардии полк; 29 мая 1827 года получил чин подпрапорщика.
В апреле 1828 года Конно-гренадерский полк выступил из Санкт-Петербурга на Дунай и уже 4 августа Врангель сражался с турками под Исакчи, за отличие был награждён знаком отличия военного ордена Св. Георгия (№ 48621) и 26 сентября произведён в прапорщики (со старшинством от 16 сентября того же года). Затем он сражался под Варной.
В Польской кампании 1831 года Врангель находился среди войск, перекрывавших коммуникации повстанцев с прусской границей. В апреле был в авангарде и участвовал в преследовании польских войск, разбитых под Суядово. В начале мая состоял в арьергарде отряда генерал-адъютанта Бистрома и был в сражении под Рудками. Наконец, он с отличием участвовал в штурме Варшавы.
С 1 января 1833 года — в чине подпоручика. В 1835 году он участвовал в Калишских маневрах, где состоял при генерал-адъютанте Исленьеве.
Из-за домашних неурядиц 12 января 1838 года был уволен в отпуск с чином штабс-капитана; уже через месяц вернулся на службу и был принят в полк с чином поручика, а 6 декабря произведён в штабс-капитаны. С 10 декабря 1840 года командовал эскадроном и 30 марта 1841 года получил чин капитана. Был назначен 13 марта 1847 года командиром резервного эскадрона и 21 марта того же года был произведён в полковники, а 22 августа назначен командиром 3-го дивизиона лейб-гвардии Конно-гренадерского полка.
Высочайшим приказом от 6 мая 1854 года Врангель был назначен командиром Рижского драгунского полка, который во время Дунайской кампании Крымской войны участвовал в делах под Силистрией. В 1855 году Рижский драгунский полк был переброшен в Крым и находился на позициях под Бельбеком. В составе корпуса генерала Н. А. Реада он участвовал в сражении с англо-французами на Чёрной речке.
В генерал-майоры был произведён 8 сентября 1855 года.
Умер 14 (26) ноября 1857 года в Чугуеве.

## Награды
Среди наград барон Врангель имел ордена:
- Знак отличия военного ордена (1828)
- Польский знак отличия за военное достоинство (Virtuti Militari) 4-й степени (1832)
- Орден Святого Владимира 4-й степени (6.12.1844)
- Орден Святой Анны 3-й степени с бантом
- Орден Святой Анны 2-й степени (1846; императорская корона к ордену — 1849)
- Орден Святого Владимира 3-й степени (1853)
- Орден Святого Георгия 4-й степени (26 ноября 1854 года, за беспорочную выслугу 25 лет в офицерских чинах, № 9351 по кавалерскому списку Григоровича — Степанова)[2]

## Семья
Был женат на Елене Васильевне Аничковой (ок. 1825 — 10.01.1893). Их дети:
- Екатерина (1843—1893), в замужестве Пфайфер
- Георгий (1845—1865)
- Анна (1847—1910)
- Николай (1849—1874)
- Варвара (1854—1916)
- Михаил (1858—1894)